# Западний (Ленінградський район)
Западний — хутір в Ленінградському районі Краснодарського краю Російсько Федерації. Адміністративний центр Западного сільського поселення.
Населення — 916 осіб.
Поселення розташоване на річці Сосика, притоці Єї.
| Росія | Це незавершена стаття з географії Росії. Ви можете допомогти проєкту, виправивши або дописавши її. |